# 阿伦贝格 (莱茵兰-普法尔茨州)
阿伦贝格是德国莱茵兰-普法尔茨州的一个市镇。总面积9.62平方公里，总人口221人，其中男性127人，女性94人（2011年12月31日），人口密度23人/平方公里。